# Ford Puma Rally1
Ford Puma Rally1 – samochód rajdowy kategorii Rally1 o napędzie hybrydowym. Konstruktorem jest Ford, model oparty na Fordzie Puma, opracowany przez zespół M-Sport. Auto startuje w Rajdowych mistrzostwa świata od 2022 roku. Zastąpił pojazd Ford Fiesta WRC, startujący w mistrzostwach w latach 2017-2021. Pojazd wyczynowy jest wyposażony w klatkę bezpieczeństwa. Pojazd zaprezentowano na Goodwood Festival of Speed w 2021 roku.

## Dane techniczne[2]
system napędowy:
- Silnik benzynowy typu EcoBoost o pojemności 1,6 litra (1,596 cm3), turbodoładowany z chodnicą powietrza doładowania, o mocy silnika spalinowego 386 KM
- Silnik elektryczny o mocy 136 KM, dołączalny, system ma funkcję rekuperacji energii elektrycznej
- Maksymalny moment obrotowy silnika elektrycznego: 180 N•m
- Maksymalny moment obrotowy układu spalinowego: poniżej 500 N•m
- Zwężka dopływu powietrza do silnika: 36 mm, zgodnie z przepisami FIA

Przeniesienie napędu:
- Stały napęd na cztery koła z podziałem 50 na 50
- Skrzynia biegów: 5-biegowa sekwencyjna + b. wsteczny
- Dwa mechaniczne mechanizmy różnicowe przód i tył o ograniczonym poślizgu
- Sprzęgło dwutarczowe spiekane

Hamulce:
- Hamulce tarczowe stalowe, chłodzone powietrzem, o średnicy tarcz hamulcowych na drogi twarde: 370 mm, na drogi gruntowe: 300 mm
- Zaciski hamulcowe: czterotłoczkowe

Pozostałe:
- Przyśpieszenie od 0-100 km/h: poniżej 3,2 s
- Masa własna: 1260 kg
- Rozstaw osi: 2600 mm
- Opony 18 calowe na nawierzchnię asfaltobetonową i drogi twarde oraz 15 calowe na drogi gruntowe